# Canelo quichua
Els Canelo Quichua és un grup ètnic que habiten la regió oriental de l'Equador, en la qual ens trobem quatre conjunts culturals diferents, que són els Achuar, els Shuar, el Quijos i el grup tractat, els Canelo. La llengua que parlen tots els grups Quítxua de la zona oriental d'Ecuador és el quítxua.

## Noms ètnics pels quals és conegut
Els Canelo Quichua es coneixen amb diversos noms, que són: Alama, Canelo o Canelos, Pastaza Quichua, Pastaza Runa, Quijos, Runapura o Yumbo.
El nom de "Canelo Quichua està directament relacionat amb el seu passat històric, de la missió catòlica dels Canelos. Aquests estan dividits en diversos subgrups, depenent del territori on habiten.
Ells mateixos s'identifiquen amb el nom de "Sacha Runa", que "se refiere a todas las características que les identifican como "nosotros" (de acuerdo a la perspectiva de la gente misma) quienes relacionan el conocimiento, el pensamiento y la reflexión, acerca del bosque tropical, con el mundo de poderosas fuerzas cósmicas". El termini "Runa" en la zona oriental significa "ésser humà" amb el qual s'identifiquen. A la vegada, els grups de la zona oriental es distingeixen uns dels altres en relació amb els altres pobles o rius propers on habiten, com poden ser els Panos, Tenas, Archidonas, Talags, etc.
A nivell nacional, les poblacions indígenes de l'orient de l'Equador són considerats o classificats com "Jíbaro" o "Quichua", utilitzat per designar un contrast de cultures molt diferents que es poden trobar en aquest territori.

## Llengua i família lingüística, classificacions culturals
La llengua que parlen tots els grups Quichua de la zona oriental d'Ecuador és quítxua, que té el seu origen en l'Imperi Inca. Abans de la conquista, se sap de l'existència d'infinitat de grups ètnics i lingüístics, en Tena Archidona i Quijos (zona oriental). El llenguatge quítxua es va expandir des de Cusco fins al que actualment coneixem com a Equador.
La classificació lingüística dels Quichua de la regió de l'orient ha portat a Carolyne Orr y Betsy Wrisley (1965). Elles fan una classificació d'aquesta llengua dividida en tres dialectes principals: 
- "Bobonaza", que es parla en les zones dels rius Puyo i Bobonaza.
- "Tena", parlat en Alto Napo, en les zones de Tena, Arajuno i Ahuano.
- "Limoncocha", parlat pels habitants del Mitjà i Baix Napo.[2]

Encara que aquesta classificació distingeix entre tres grups majoritaris, hem de tenir en compte que dins d'una regió concreta en la que parlen un dialecte en comú, poden haver distincions entre grups. Per exemple, els Panos es diferencien ells mateixos dels Archirunas en l'entonació i el vocabulari.
Actualment, el 20% dels Canelo Quichua tenen com a segona llengua el Shuar Achuar i el español també com segona o tercera llengua, pel que en algunes zones es pot apreciar una situació de bilingüisme o trilingüisme.

## Situació geogràfica, demogràfica i breu història
Dins la regió oriental de l'Equador, ens trobem quatre conjunts culturals diferents, que són els Achuar, Shuar, Quijos i Canelos. Aquests ocupen diferents territoris dins d'aquesta regió.
Els Quichua és un grup extens que ocupa diferents territoris a Amèrica del Sud: a les zones de l'Amazones central i Orioco (Canelos Quichua), i en Andes central (Otavalo Quichua, Quito Quichua i Saraguro Quichua). El grup ètnic Canelo Quichua, que es localitzen en l'alta Amazònia equatoriana, on ens trobem regions com Napo o Pastaza, on habiten diversos grups. El centre cultural dels Canelo Quichua és la zona Sara Yacu-Canelos.
Pel que fa als Canelo Quichua, que viuen al bosc tropical, la seva denominació prové en part, de la Missió Catòlica de Canelos, com també per les relacions de comerç que es duien a terme a la regió de Canelos. Dins el territori dels Canelo Quichua, a la zona més oriental, van ser part de la missió jesuïta de Mainas des del segle xvi fins al segle xix aproximadament, mentre que a la regió occidental es va dur a terme la missió Dominica de Canelos.
Com a conseqüència de la colonització, molts forasters van provocar danys en el territori que avui comprenem dels Canelo Quichua, on van extreure materials com or, cautxú o espècies i van capturar esclaus. Ells van portar amb si altres materials com també malalties i la religió cristiana, en el qual els van inculcar la idea d'un sol déu.
Durant la meitat del segle xix, Canelos era una zona de l'orient equatorià que es caracteritzava pel comerç amb poblacions andines, amb productes com l'or. Dins el comerç els Canelo Quichua mantenien relacions comercials amb els pobles andins. Actualment, els Canelo Quichua es relacionen amb habitants d'altres territoris i hi ha un seguit d'interaccions entre els grups territorials que contribueixen a possibles aliances o oposicions, com per exemple, el matrimoni. Moltes de les zones que conformen un territori són protegides i utilitzades per un grup de parents, com poden ser zones hortícoles.

## Sistema econòmic tradicional i actual
Tradicionalment el grup Canelo Quichua sobrevivia a partir de la caça, pesca i recol·lecció més concretament l'horticultura de frega i crema. L'aliment principal de la seva dieta és la yuca (mandioca). Trobem una divisió per sexes del treball, en el qual els homes s'encarreguen de la sembra d'alguns aliments com: plàtans, bananes (com a resultat del contacte amb els europeus) o blat de moro, i les dones sembren iuca, cullen tubercles i porten aquests aliments a casa, els preparen i serveixen el menjar.
La caça i la pesca són treballs dels quals únicament s'ocupen els homes. A la caça els estris principals que fan servir són la sarbatana, els dards i l'escopeta. La caça dura aproximadament una setmana en què es dediquen a inspeccionar la zona i aconseguir una gran quantitat de carn, que més tard ahumarán i s'assecaran. Aquests caçadors es formen entre cinc o set adults armats i alguns joves que no van armats. Els homes coneixen i imiten el so dels animals i es comuniquen mitjançant un sistema de xiulets. Pel que fa a la pesca, predomina l'activitat masculina tot i que les dones són les que recullen els peixos. La pesca es porta a terme mitjançant l'ús de xarxes, hams o arpons. Com també en el cas que la mida dels peixos sigui considerable és possible utilitzar l'ham o el verí. Totes aquestes eines de pesca s'adquireixen a través del comerç.
El comerç crea una situació d'interrelació no només amb altres grups ètnics, sinó també pel lloc on s'ha creat un nucli missional heretat de les antigues missions, que poden ser tant bones com dolentes. "La dependencia en el comercio de algunos artículos, especialmente la sal y los machetes de acero, así como el asilo político por aquellos que mataron por vengarse, que es suministrado por el lugar misional o por una población concrentada allí, condiciona un sistema donde las disputas por la tierra y por el acceso a los recursos estratégicos, son dinámicas importantes en la ecología cultural".
La chicha (realitzada per les dones amb ajuda dels seus fills) que surt de la iuca ("asua" en Quichua) a part de ser l'aliment central, comporta altres funcions, per exemple en la relació simbòlica de la família. Tenen una varietat de receptes àmplia amb la qual utilitzar la iuca.
També utilitzen la terrisseria de la qual s'encarreguen les dones. Aquest coneixement es passa de mares a filles o de sogra a nora. I compleixen la funció de vendre-les a la serra equatoriana com terrisseria jíbara. A més utilitzen algunes fruites com plàtans i bananes per al comerç juntament amb la venda d'animals com ànecs i pollastres sobretot en l'economia interna del grup. El comerç relacionat amb els productes artesanals i l'art tradicional resulta una font limitada d'ingressos tant per a homes com per a dones. Alguns grups propers a Puyo practicaven la ramaderia a petita escala i la tala d'arbres. Venent de manera independent els productes que surten d'aquesta. Els homes també aconsegueixen altres ingressos treballant en les plantacions o empreses petrolieres.
A la regió de l'Amazònia hi havia gran quantitat d'arbres de cautxú, el que va provocar l'inici de l'extracció del cautxú. Els natius eren els que sabien les tècniques d'extracció d'aquesta substància, per la qual cosa es van convertir en mà d'obra barata i en esclaus per a les empreses que es dedicaven a això. L'inici d'aquest va provocar en moltes poblacions indígenes com en el cas dels Quichua, danys culturals i ecològics. El negoci que va sorgir a partir d'aquesta va prendre tanta importància perquè fins i tot l'Estat s'encarregava d'incentivar econòmicament per al cultiu de plantes de cautxú. Com a conseqüència d'aquest negoci, es va fer una explotació del medi, i va provocar migracions entre els pobles indígenes cap a llocs on hi havia cautxú de millor qualitat per poder guanyar més.
A part del cautxú, altres productes importants per aconseguir ingressos econòmics eren l'obtenció de canya de sucre, per a la producció d'aiguardent i l'or.

## Organització social i política
L'estructura social dels Canelo Quichua és una adaptació al model tradicional. El parentiu dels Canelo Quichua s'organitza amb un sistema anomenat "ayllu" (que significa "parentela" o "clan estès"), que és un sistema de parentiu bilateral i patrilineal, amb un màxim de tres o quatre generacions tant d'homes com dones, creats a partir de matrimonis mixtos.
Aquest grup practica la monogàmia. Aquesta té dues perspectives: "warmiyuj" (des de la perspectiva masculina de posseir a una dona) i "cariyuj" (des de la perspectiva femenina de posseir a un home). El matrimoni pot ser a causa d'amor romàntic i fugida de la parella o, el més acceptat per la societat sobretot pels pares dels cònjuges, és l'intercanvi de fills i filles, un procés meditat i fet pels pares i de vegada pels avis, i que pot durar anys.
A causa de la influència colonial, moltes d'aquestes parelles es casen a partir de cerimònies tradicionals presenciades per un sacerdot o frare amb la presència de clergat, mentre que altres parelles decideixen casar-se per registre civil. El divorci és acceptat, legal, però implica trencar els llaços de consanguinitat i afins amb el clan de la parella i amb el territori. Això a vegades també pot provocar cert rebuig per part de molts familiars.
Les relacions que tenen amb les generacions més majors són molt importants pel que fa a l'estructura de parentiu i la transmissió de coneixements. A part, també ens trobem amb un sistema paral·lel de transmissió cultural entre parents, d'una banda, els homes transmeten als homes per mitjà del xamanisme i les dones a les altres dones a través de la terrisseria. Aquest sistema de parentiu està estretament lligat amb el xamanisme, que ocupa una paper central en la societat Canelo Quichua.
El parentiu dels Canelo Quichua està molt lligat amb nodes xamànics homes que estan en diferents nivells de parentiu i clans territorials. Cada xaman està relacionat per consanguinitat o afinitat amb un mestre terrisser. Els xamans s'han convertit en intermediaris culturals entre grups ètnics.
Però també es poden donar situacions de conflicte entre grups, mitjançant diverses acusacions com poden ser l'activitat xamànica, assassinat, o contractar a algú perquè ho faci. Això provoca fissions en els grups. Es donen situacions de venjança, com també altres formes de conflicte.

## Cosmologia, sistema de creences
La figura del xaman és molt important, perquè és el personatge que hi ha entre el món dels esperits i el món real, després d'haver ingerit ayahuasca o "huanduj", cosa que passa en moltes societats caçadores-recol·lectores, com és el cas dels Quichua. El xaman es diu "yachaj" ("el que sap", "posseïdor de coneixement"), i cobreix la funció política i social que ha anat variant al llarg del temps.
El "yachaj" s'encarrega que la identitat cultural, els valors i les relacions socials es mantinguin en el grup, es reprodueixin i defensa aquests de possibles agents que puguin modificar-los. A continuació, aquest fragment explica la funció curativa i espiritual de l'yachaj: “Antiguamente existían aquí yachaj que los blancos llamaban “brujos”. Mi padrino que se llamaba Fernando sabía tomar ayahuasca. Cuando se emborrachaba (con ayahuasca), sabía hablar directamente al que iba a morir o al que se iba a curar. Cuando él quería sanar, los que iban a vivir, con gozo volvían a la vida. Antiguamente en esa forma se curaba (…). Quilluma (padre de yachaj) sabía llamar a los espíritus y decir que ellos le mostraban lo que tenía que hacer, entonces comenzaba a chupar (extraer enfermedad u objeto extraño del enfermo). Por ejemplo, yo (Rucayaya Alonso), tiempos que no hubiera muerto sino fuera que hasta ahora los yachaj me tienen con vida”.
Els Canelo Quichua pensen que els humans i els esperits interactuen els uns amb els altres. Tant humans com esperits són posseïdors d'ànima. En el seu sistema de creences, hi ha diversos esperits, com per exemple, Amasanga, que és esperit del bosc tropical. Aquest esperit no solament és important per als homes, sinó per a la comunitat en general. "La continuidad masculina está estrechamente unida al concepto del espíritu dueño del alma, Amasanga. Mientras Amasanga viva y mientras los hongos crezcan en los árboles y rocas, los Canelos Quichua creen que podrán sobrevivir, aunque no hayan representantes corporales en los siglos inmediatos". Nunghui, en canvi, és un esperit femení i propietària de la terra dedicada a l'horticultura i la terrisseria.
El xaman també s'encarrega de dur a terme diferents rituals en la vida dels Canelo Quítxua, com per exemple, com la cerimònia del "ayllu" (sistema de parentiu i els seus coneixements i representacions), celebrada un o dos cops a l'any. En aquesta cerimònia membres locals i distants d'aquest sistema es reuneixen per crear un poder simbòlic i místic on obtinguin protecció. Els homes reben la visita de l'esperit Amasanga i les dones la de l'esperit femení Nunghui, tant dones com homes són visitats també per les ànimes dels difunts, que estan relacionats amb Yacu Supai Run, que és la representació d'un jaguar negre molt important en l'estructura mística de la societat Canelo Quichua. Els homes uneixen les seves ànimes amb la dels animals i les dones canten mentalment cançons de flors. Sobretot la que té a veure amb la flor de la iuca. Amb això pretenen obrir les seves ments per alimentar al poder femení dels esperits de les abelles. Això és una representació de l'estructura mítica. També les dones fan fora gran quantitat de chicha sobre els participants d'aquest ritual. I finalment, tant homes com dones juguen amb les ànimes tant dels animals com les dels esperits.

## Relacions interètniques
Les relacions socials en els Canelos Quichua són igualitàries però alhora, jeràrquiques. La seva organització social s'estructura a través de cinc generacions mitjançant una identitat cultural, ètnica i lingüística, a més es construeix gràcies als intercanvis matrimonials entre els diversos grups ètnics: Canelos Quichua, Napo Quichua, Achuar i Záparos.
Els Canelo Quichua també utilitzen estereotips regionals i nacionals per referir-se a diferents grups, com poden ser "negres", "blancs" o "indis", etc., a conseqüència de la seva participació en l'economia política nacional.
A causa de les missions, políticament estan molt influenciats per la religió catòlica, com per exemple, a l'hora de contraure matrimoni, ja que moltes vegades ho presència un clergat i es porta a terme per un sacerdot. Aquestes poblacions indígenes tenen una relació política, econòmica i jurídica amb l'estat de l'Equador, que moltes vegades no els afavoreix.

## Situació actual respecte a l'Estat nacional i les instàncies internacionals
Des de l'Estat s'estan intentant promoure des dels anys 70 infraestructures com carreteres, ponts o altres mesures com l'educació, que afecten directament a aquests pobles indígenes com són els Canelos Quichua.
La destrucció ecològica del seu entorn, provocaria que aquestes poblacions quedessin submergides en la pobresa, no només econòmica a causa de perdre els seus mitjans de subsistència i els recursos econòmics amb els quals compren els productes més indispensables, sinó que també perdrien coneixement cultural local relacionat amb el medi i amb la seva cosmologia.
Dins de la modernització que ha promogut l'Estat en aquestes regions indígenes, s'advoca pel manteniment i l'ús de diferents mètodes de subsistència adaptats a la nova situació i que resultin viables. Com a conseqüència de les limitacions que l'Estat de l'Equador va imposar sobre aquests pobles i les seves formes de vida, els Canelo Quichua van saber reaccionar, fer una anàlisi social i adaptar-se tant política com jurídicament a la nova situació, esforçant-se per mantenir una forma de vida viable com a resposta a la modernització imposada. Aquests processos de modernització duts a terme per l'Estat han permès veure que exclouen constantment a la població indígena nativa, que l'únic que vol és garantir els seus drets.
També en les poblacions de les regions orientals de l'Equador hi ha casos d'etnocidi, que són tant planificats com no intencionats. Moltes causes d'aquest etnocidi es deuen a l'educació monolingüe en castellà, la presència de la religió catòlica i protestant, el canvi de l'estructura familiar a partir d'una nova organització social, el sistema de parentiu i altres formes d'enfrontament social promogudes pel govern o l'església. A més, el fet que els natius no tinguin suports en les seves infraestructures com per exemple, dificultats per pagar els serveis mèdics, provoca que aquesta situació no canviï.